# Α-Pirolidynopentiofenon
α-Pirolidynopentiofenon (α-PVP), pot. flakka – organiczny związek chemiczny, pirolidynowa pochodna walerofenonu o strukturze zbliżonej do pirowaleronu i MDPV, agonista receptorów dopaminowych. Ma właściwości stymulujące, empatogenne i euforyczne.

## Zastosowanie

### W medycynie
Alfa-PVP działa jak inhibitory wychwytu zwrotnego noradrenaliny i dopaminy z wartościami IC50 wynoszącymi odpowiednio 14,2 i 12,8 nM, podobnie jak jego metylenodioksylowa pochodna MDPV.

### Jako narkotyk
W nielegalnym obrocie narkotyków pojawił się na początku XXI wieku, a w Polsce od 2010 roku. Nazywana jest potocznie flakką lub narkotykiem zombie (ang. zombie drug). W USA (poza Florydą, gdzie używa się nazwy flakka) w użytku jest nazwa gravel (żwir). Jest składnikiem aktywnym w narkotykach zwanych „solami do kąpieli” (nie mylić z rzeczywistymi solami do kąpieli). Po wyekstrahowaniu z „soli do kąpieli” jest sprzedawana po niskiej cenie.
Jest jedzona, wciągana, palona i waporyzowana (np. w e-papierosach). Jej zażycie prowadzi do hiperstymulacji, paranoi, halucynacji (które z kolei mogą wywoływać przemoc w kierunku innych oraz samego siebie), a także ExDS (Excited Delirium Syndrome, stanu charakteryzującego się skrajnym pobudzeniem, majaczeniem, agresją, wysoką tolerancją na ból, siłą i wytrzymałością fizyczną, skrajną hipertermią, a niekiedy nawet śmiercią).

## Status prawny
W Polsce wraz z nowelizacją ustawy o przeciwdziałaniu narkomanii z 24 kwietnia 2015 r. α-pirolidynopentiofenon znalazł się na liście substancji psychotropowych grupy IV-P. Jej posiadanie i obrót wbrew przepisom ustawy jest w Polsce nielegalny. Jest również zakazane w Estonii, Finlandii, Francji, Niemczech, na Węgrzech, w Rosji, Irlandii, na Łotwie, Litwie, w Holandii, Rumunii, Słowenii, Szwecji, Wielkiej Brytanii, Turcji, Norwegii, Czechach, USA i Australii. 3 lipca 2017 roku zostało zakazane w całej Unii Europejskiej. Podlega państwowej kontroli w ChRL.